# Eleutherodactylus mariposa
Eleutherodactylus mariposa är en groddjursart som beskrevs av Hedges, Estrada och Thomas 1992. Eleutherodactylus mariposa ingår i släktet Eleutherodactylus och familjen Eleutherodactylidae. IUCN kategoriserar arten globalt som akut hotad. Inga underarter finns listade i Catalogue of Life.